# Ciklon–2

Ciklon-2

A Ciklon–2 (GRAU-kódja: 11K69) szovjet kétfokozatú hordozórakéta, melyet 1969-től alkalmaztak. Az R–36 interkontinentális ballisztikus rakétán alapuló, kísérleti jelleggel használt 11K67 hordozórakéta üzemszerű alkalmazású változata. Kizárólag katonai űreszközök pályára állítására használták. Továbbfejlesztett, háromfokozatú változata a Ciklon–3.

## Története
1969 augusztusában indították a Bajkonuri űrrepülőtér 90. sz. indítóállásából. Összesen 106 sikeres indítást végeztek vele. Technikai paraméterei lehetővé tették a műholdak elliptikus pályára, illetve geostacionárius pályára állítását.
2006. június 24-én került sor az utolsó indításra. Nagyon megbízható rakétatechnikai eszköz volt, szolgálata alatt csak egy alkalommal nem teljesítette feladatát. A Ciklon–2 továbbfejlesztett változata lett a Ciklon–3.

### Felépítése
- Hajtóművek: 
  - első fokozat: 3 x RD-260 + 4 x RD-68M
  - második fokozat: 1 x RD-252 + 4 x RD-69M
- Tolóereje: 2502 kN
- Tömege: 182 tonna
- Magassága: 35 – 40,8 méter
- Átmérője: 3 méter
- Pályamagasság: szuborbitális, 200 kilométer (2,8–3 tonna)
- Indítások száma: 106